# Hosťová
Hosťová
(in ungherese Nyitrageszte) è un comune della Slovacchia facente parte del distretto di Nitra, nella regione omonima.